# گلاونیک
گلاونیک (به بلغاری: Glavnik) یک منطقهٔ مسکونی در بلغارستان است که در شهرستان آردینو واقع شده‌است.
 گلاونیک ۱٫۷۹۵ کیلومتر مربع مساحت و ۱۲۷ نفر جمعیت دارد.